# Phare des îles Lavezzi
Le phare des îles Lavezzi, plus simplement appelé phare des Lavezzi, est un phare bâti à l'extrémité sud-est des îles Lavezzi en Corse-du-Sud, au nord des bouches de Bonifacio et à environ 4 milles du cap de Pertusato.
Il balise les bouches de Bonifacio, le détroit qui sépare la Corse de la Sardaigne. C'est l'une des zones les plus dangereuses de la mer Méditerranée en raison des écueils, des courants et du mauvais temps.

## Historique

### Premier phare
Le phare des îles Lavezzi, construit sur l'île de Lavezzo,  termine le second programme d'illumination de l'île (avec le phare de la Pietra à L'Île-Rousse, les phares de la Madonetta et de la citadelle au port d'Ajaccio, et celui du Dragon au port de Bastia).
Il est érigé en 1874 sur le Capu di u Beccu, à l'extrémité sud de l'île par le Service des phares, près de vingt ans après le naufrage, le 15 février 1855, de la Sémillante qui transportait des troupes vers la Crimée et sombra après avoir percuté à proximité l'îlot "k" dit de la Sémillante.
En 1904, une tourelle automatique est ajoutée à la signalisation lumineuse des bouches de Bonifacio.
À son origine, il portait un feu fixe blanc à secteurs blanc, rouge et vert. 
Ce premier phare était une tour rectangulaire adossée à un bâtiment de gardiennage.

### Phare actuel
En 1911, le premier phare est remplacé par un feu à secteurs blanc, rouge et vert, à deux occultations toutes les six (ou huit) secondes.
Ce second phare est une tourelle carrée blanche, surmontant un bâtiment rectangulaire, avec des bandes rouges horizontales sur la façade est.
Le phare est automatisé depuis 1986 et il est alimenté par des panneaux solaires.

#### Parc marin international
Le phare de Lavezzi est aujourd’hui l’une des bases du parc marin international.

À l'intérieur, la réserve naturelle des Bouches de Bonifacio a réalisé un jardin botanique : il  reproduit la végétation des îles Lavezzi  comprenant plus de 240 espèces dont 40 sont protégées, rares ou endémiques.

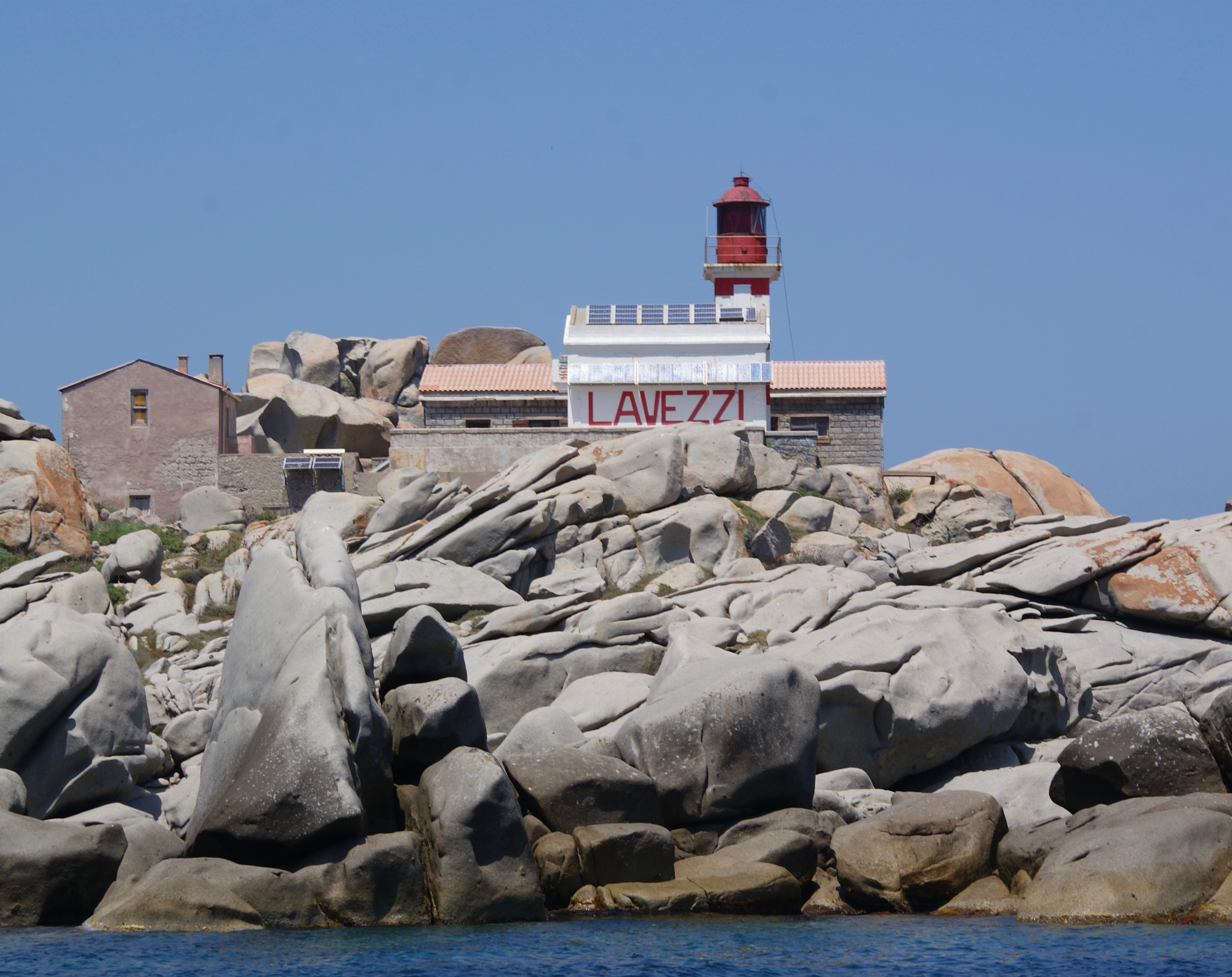
Phares des îles Lavezzi.

## Lieu de tournage
Le phare apparaît dans plusieurs plans du film Manina, la fille sans voiles, réalisé par Willy Rozier et sorti en 1953 (avec Brigitte Bardot dans le rôle-titre, y incarnant la fille du gardien).